# Xã Jefferson, Quận Cass, Michigan
Xã Jefferson (tiếng Anh: Jefferson Township) là một xã thuộc quận Cass, tiểu bang Michigan, Hoa Kỳ. Năm 2010, dân số của xã này là 2.541 người.